# Aloe eminens
Aloe eminens é uma espécie de liliopsida do gênero Aloe, pertencente à família Asphodelaceae.